# Cherosene

Il cherosene (o kerosene) è una miscela liquida di idrocarburi, incolore, infiammabile, utilizzato principalmente come combustibile o solvente. 

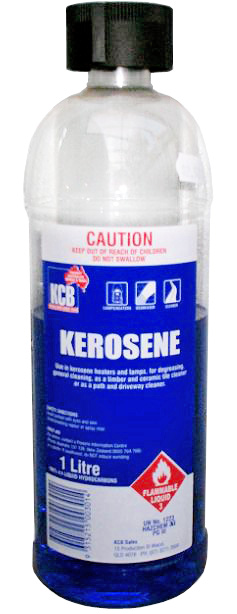
Una bottiglia di cherosene tinto in blu

## Etimologia
Il nome deriva dal greco antico κηρός?, kerós ("cera").

## Storia
Nel X secolo, il saggio persiano Muhammad Al-Razi descrisse la distillazione del petrolio che permetteva di ottenere petrolio illuminante nel suo Libro dei segreti.
Il cherosene fu raffinato per la prima volta dal carbone dal medico e geologo canadese Abraham Pineo Gesner che nel 1846 fece la prima dimostrazione pubblica del nuovo processo di produzione a Charlottetown, Prince Edward Island. Gesner brevettò il suo sistema produttivo con il termine kerosene nel 1854. Nel 1856 il chimico polacco Ignacy Łukasiewicz scoprì il modo di raffinare il cherosene distillato dal meno costoso petrolio.
Il cherosene era un liquido economico, che soppiantò l'olio di balena nelle lampade a olio; per questo veniva chiamato anche "petrolio lampante". Si tratta della "prima fonte di luce efficace, abbondante e non cara di cui abbia mai disposto l'umanità". Quest'uso del cherosene è stato abbandonato con l'avvento delle lampadine elettriche.

## Distillazione
Il cherosene è ottenuto dalla distillazione frazionata di petrolio da 150 °C a 280 °C (catene di carbonio da 12 a 15 atomi). Il contenuto di aromatici può raggiungere il 25%. Oltre agli alchilati del benzene sono presenti quantità significative di indene, naftalene e derivati di questi. Ha densità compresa tra 780 e 810 kg/m³. Il punto di infiammabilità è compreso tra i 37 °C e 65 °C, e la temperatura di autoignizione è pari a 220 °C. Il potere calorifico del cherosene è simile a quello del gasolio. Il potere calorifico inferiore è pari a 43,1 MJ/kg e il superiore è pari a 46,2 MJ/kg. Il cherosene è pressoché insolubile in acqua e la frazione solubile è costituita prevalentemente da aromatici.
Il cherosene direttamente distillato dal petrolio greggio richiede un trattamento particolare, in un'unità di Merox o in un hydrotreater per ridurne il contenuto di zolfo e la corrosività. Il cherosene può anche essere prodotto da un hydrocracker, che è usato per trasformare le parti di petrolio greggio che altrimenti sarebbero utilizzate solo per l'olio pesante.

## Usi
Una volta veniva ampiamente usato in lampade a cherosene ma ora è usato principalmente come combustibile aeronautico per i motori a reazione. Ne esistono vari tipi, tra cui Avtur, Jet-Un, Jet-A1, Jet-B, JP-4, JP-5 o JP-8. Un tipo di cherosene, l'RP-1, viene bruciato con l'ossigeno liquido come carburante per missili.
Gli aerei militari dei Paesi NATO utilizzano il JP-8, identico al Jet-A1 civile, eccetto qualche additivazione. Il mercato europeo del cherosene è destinato quasi esclusivamente al carburante per aviogetti; gli utilizzi per riscaldamento e illuminazione sono assolutamente secondari. Gli aerei utilizzano come carburante il cherosene per una serie di motivi tecnici: miglior rapporto peso/percorrenza, costo più basso ed elevato potere calorico. 1 kg di cherosene (1,25 litri) produce 3,15 kg di CO₂.
Un aereo da caccia consuma fino a 16 200 litri/ora di carburante.
Il suo uso come combustibile di cottura principalmente si limita ad alcuni fornelli portatili per i viaggiatori con zaino e sacco a pelo e a paesi meno sviluppati, in cui solitamente è meno raffinato e contiene impurità e perfino residui. Può anche essere usato per rimuovere i pidocchi dai capelli, ma provoca bruciore e può essere pericoloso per l'epidermide.
Come combustibile di riscaldamento, è spesso usato in stufe portatili ed è venduto in alcune stazioni di servizio. A volte è usato come fonte di calore di riserva per le emergenze negli USA ed è spesso causa di lesioni e persino di morti se usato inadeguatamente da persone inesperte.
Il cherosene è ampiamente usato in tutto il mondo come combustibile di riscaldamento domestico per i riscaldatori a cherosene portatili e installati. In Giappone e a Cipro invece,  il cherosene può essere comprato direttamente in qualsiasi stazione di servizio o essere recapitato direttamente a casa.
Viene anche usato come solvente organico.
Il cherosene è usato spesso nel campo dell'intrattenimento come combustibile per creare giochi col fuoco. Non è però adatto per creare giochi col fuoco in interni poiché produce un odore sgradevole.

## Legislazione europea e in Italia
Il cherosene per aviojet è esente da accise negli Stati membri UE in virtù dell'articolo 8, paragrafo 1, lettera b) della direttiva 92/81/CEE, eccetto l'aviazione privata da diporto, modificata successivamente dalla Direttiva 2003/96 CE.
Le esenzioni dalla tassazione dei carburanti aerei per voli tra Paesi UE e paesi terzi sono previste da particolari accordi internazionali.
Il petrolio lampante o cherosene è classificato con i codici comunitari NC 2710 00 51 e 2710 00 55 e, con le eccezioni viste sopra, è soggetto in Italia a una tassazione di 337,49064 € per mille litri.
Solitamente le accise per i carburanti costituiscono una parte considerevole delle entrate totali dello Stato e delle Regioni. Dette entrate confluiscono nel capitolo erariale n. 1409.